# Dare (álbum)
Atrévete (en inglés: Dare; pronunciado /ˈdɛr/) es el tercer álbum de estudio del grupo de synth pop británico The Human League, publicado el 16 de octubre de 1981 en el Reino Unido a través del sello Virgin Records y a mediados de 1982 en Estados Unidos a través del sello A&M Records bajo el título Dareǃ. Cosechando un amplio éxito comercial gracias a sus bien recibidos cuatro sencillos, especialmente el éxito internacional Don't You Want Me, que ayudó al álbum a llegar al primer puesto en las listas musicales del Reino Unido. 
El álbum fue aclamado por la crítica, dándole a la agrupación el Premio Brit en la categoría mejor artista revelación en 1982. El álbum fue listado en la posición 111 del listado de los 500 mejores álbumes de todos los tiempos de la revista NME,
 e incluido en el libro 1001 álbumes que debes escuchar antes de morir de Robert Dimery en su edición de 2018.
Dare fue uno de los álbumes seleccionados por Virgin Records para el lanzamiento de un disco ilustrado, para conmemorar el cuadragésimo aniversario del sello discográfico.

## Sencillos
El primer sencillo de este álbum es The Sound of the Crowd, escrito por Philip Oakey e Ian Burden y producida junto al resto del grupo, fue  lanzado como el sencillo principal del álbum. Publicado el 20 de abril de 1981 a través del sello Virgin Records, la canción tuvo fama media en el Reino Unido consiguiendo la posición número 12 en el UK Singles Chart. 
El segundo sencillo del álbum es Love Action (I Believe in Love), escrito por Philip Oakey e Ian Burden. La canción tuvo mucha fama en Reino Unido, llegando a la posición número 3 de la lista UK Singles Chart; convirtiéndose en un éxito nacional. Además consiguió entrar en las listas de Irlanda, Nueva Zelanda y Australia, donde llegó a la posición número 11, 21 y 12 respectivamente.
El tercer sencillo del álbum es Open Your Heart, escrito por Philip Oakey y Jo Callis fue publicado el 28 de septiembre de 1981. La canción no obtuvo tanta fama como el segundo sencillo, pero consiguió la posición número 6 en su país natal, siendo el segundo Top 10 de The Human League en el Reino Unido. Sin embargo es popular entre los seguidores del grupo. 
Don't You Want Me es el cuarto y último sencillo de The Human League en 1981. Sin embargo, no el último del álbum, ya que en 2008 la primera canción del álbum llamada The Things that the Dreams Are Made Of fue lanzada como sencillo. La canción fue escrita por Philip Oakey con Philip Adrian Wright. La canción se convirtió en un auténtico éxito, consiguiendo entrar en el Billboard Hot 100, entrando en el número 86 de la lista. La canción consiguió ser el primer top 10 del Grupo. Más tarde, en su semana número 18, consiguió llegar a la cima de la lista de popularidad estadounidense, convirtiéndose en el primer número 1 de la banda. Fue el que más tiempo estuvo en el número uno, estando tres semanas seguidas en la cima de la lista. En el Reino Unido, la canción consiguió también la posición número 1, siendo la primera vez que The Human League consigue encabezar la lista de su país natal, donde estuvo 5 semanas en el número 1. También consiguió el número uno en países como Irlanda, Canadá, Australia o Nueva Zelanda.
The Human League al lanzo The Things That the Dreams Are Made Of como sencillo estableció un récord de «el sencillo que más tarda en lanzarse» con una diferencia de más de 27 años desde que Don't You Want Me fuera lanzado.

## Recepción
Dare fue aclamado por la crítica casi universalmente en el Reino Unido. El crítico David Hepworth de la revista Smash Hits, lo tildó «repleto de melodías precisas y memorables interpretadas con estilo y humor». 
En Estados Unidos, la revista Rolling Stone calificó a Dare con cuatro de cinco estrellas, y el crítico David Fricke elogió a Human League por encontrar «un atractivo equilibrio entre la técnica moderna y el encanto de la melodía» en un álbum de canciones «llamativamente ingeniosas». Robert Christgau para el periódico The Village Voice quedó menos impresionado, le dio una calificación de ‘B-’ y comentó que «Philip Oakey parece tres tipos de imbécil pomposo».

### Recepción comercial
Este es el álbum más exitoso de The Human League, consiguiendo vender más de 2 millones de copias por todo el mundo. El álbum consiguió llegar al número 3 en su semana número 20 de la Billboard 200 de Estados Unidos y estuvo un total de 38 semanas en las listas de popularidad estadounidenses, además que es el álbum que más tiempo ha estado en la Billboard 200 del grupo. La Recording Industry Association of America (RIAA) certificó al álbum ‘oro’ por ventas de 500 000 copias en ese período.
En Europa, el grupo tuvo más éxito comercial con su álbum, sobre todo en su país natal el Reino Unido, donde el álbum consiguió llegar al número 1 donde estuvo 5 semanas seguidas en lo alto y un total de 75 semanas en la lista. El álbum fue certificado 2xPlatino en el Reino Unido por ventas de 600 000 copias. Siendo el álbum de The Human League más vendido en el Reino Unido. En otros países como Australia consiguió el número 3 y países como Canadá o Nueva Zelanda llegó al número 1.

## Lista de canciones
Formato Vinilo
| N.º | Título                                   | Duración |  |
| 1.  | «The Things that the Dreams Are Made Of» | 4:14     |  |
| 2.  | «Open Your Heart»                        | 3:53     |  |
| 3.  | «The Sound of the Crowd»                 | 3:56     |  |
| 4.  | «Darkness»                               | 3:56     |  |
| 5.  | «Do or Die»                              | 5:25     |  |

| N.º | Título                            | Duración |  |
| 1.  | «Get Carter»                      | 1:02     |  |
| 2.  | «I Am the Law»                    | 4:09     |  |
| 3.  | «Seconds»                         | 4:58     |  |
| 4.  | «Love Action (I Believe in Love)» | 4:58     |  |
| 5.  | «Don’t You Want Me»               | 3:56     |  |

## Posicionamiento en listas
| País              | Lista certificadora | Mejor posición |        |        |        |        |        |        |
| Europa            | Europa              | Europa         | Europa | Europa | Europa | Europa | Europa | Europa |
| ----------------- | ------------------- | -------------- | ------ | ------ | ------ | ------ | ------ | ------ |
| Alemania          | Offizielle Top 100  | 19             |        |        |        |        |        |        |
| Italia            | FIMI                | 15             |        |        |        |        |        |        |
| Francia           | SNEP                | 5              |        |        |        |        |        |        |
| Noruega           | VG-lista            | 6              |        |        |        |        |        |        |
| Suecia            | Sverigetopplistan   | 1              |        |        |        |        |        |        |
| Reino Unido       | UK Albums Chart     | 1              |        |        |        |        |        |        |
| América del Norte |                     |                |        |        |        |        |        |        |
| Canadá            | The Weekly Report   | 1              |        |        |        |        |        |        |
| Estados Unidos    | Billboard 200       | 3              |        |        |        |        |        |        |

## Promoción
En 2007, The Human League se emprendió en un tour para promocionar su álbum, el cual se extendió por todo el año.